# Jenna Ewert
Jenna Maria Ewert (8 febbraio 2000) è una pallavolista statunitense, palleggiatrice dell'Imoco.

## Biografia
Ha una sorella e due fratelli, Jordan e Joshua, entrambi pallavolisti ed è sentimentalmente legata al pallavolista Gage Worsley.

## Carriera

### Club
Cresciuta nei tornei scolastici californiani con la Deer Valley HS, riceve una borsa di studio dalla Colorado, con cui partecipa alla NCAA Division I dal 2018 al 2021, trasferendosi poi alla Texas nel 2022, conquistando il titolo nazionale.
Appena conclusa la sua carriera universitaria, nel gennaio 2023 approda in Germania, dove inizia la carriera da professionista in 1. Bundesliga con il Suhl, dove trascorre la seconda parte dell'annata; resta nella massima divisione tedesca anche nella stagione 2023-24, ma indossando la casacca del Münster, e nella stagione seguente, in cui si trasferisce al Potsdam. Nel campionato 2025-26 viene ingaggiata dalle italiane dell'Imoco, in Serie A1.

## Palmarès

### Club
- NCAA Division I: 1

2022